# Saafi Brothers
The Saafi Brothers – zespół muzyczny tworzący muzykę psychedelic trance i ambient. Grupa pochodzi z Niemiec, a jej założycielami są Gabriel Le Mar i Michael Kohlbecker. We wcześniejszym składzie grupy był jeszcze Alex Azary, który odszedł z zespołu gdy wydano album Mystic Cigarettes.

## Dyskografia
Opracowano na podstawie materiału źródłowego.
- (1997) Mystic Cigarettes (Blue Room Released)
- (2000) Midnight's Children (Blue Room Released)
- (2003) Liquid Beach (Secret Life Recordings)
- (2007) Supernatural (Ayia Napa)
- (2014) Live On The Roadblog (Iboga Records)